# Karstädt, Mecklenburg-Vorpommern
Karstädt är en kommun och ort i Landkreis Ludwigslust-Parchim i förbundslandet Mecklenburg-Vorpommern i Tyskland. 
Kommunen ingår i kommunalförbundet Amt Grabow tillsammans med kommunerna Balow, Brunow, Dambeck, Eldena, Grabow, Gorlosen, Kremmin, Milow, Möllenbeck, Muchow, Prislich och Zierzow.